# Motonautisme aux Jeux olympiques de 1900
Navigation
Édition suivante
Le motonautisme est au programme des Jeux olympiques de 1900, organisés dans le cadre de l'Exposition universelle de Paris. Bien qu'aucune distinction entre les différents sports ne soit faite sur le moment, le motonautisme n'est ensuite pas considéré comme une discipline officielle par le Comité international olympique,.

## Organisation
Le motonautisme, appelé « Concours de bateaux à moteur mécanique », fait partie de la section VIII des concours sportifs de l'Exposition universelle de 1900, les sports nautiques. Les épreuves ont lieu les 23 et 24 juin dans la Seine à Argenteuil dans un bassin d'une longueur de 6 kilomètres.

## Résultats
Quarante-neuf concurrents, tous français, participent aux épreuves. Les bateaux sont répartis en quatre catégories selon leur longueur. Le tableau suivant indique les noms des bateaux ayant terminé aux trois premières places des huit courses ainsi que leur mode de propulsion.
| Épreuves                      | Or                     | Argent                   | Bronze             |
| ----------------------------- | ---------------------- | ------------------------ | ------------------ |
| 12 km (bateaux jusqu'à 6,5 m) | Aiglon (pétrole)       | Souris-Blanche (pétrole) | Surprise (pétrole) |
| 50 km (bateaux jusqu'à 6,5 m) | Aiglon (pétrole)       | Souris-Blanche (pétrole) | Surprise (pétrole) |
| 12 km (bateaux de 6,5 à 8 m)  | Centaure (vapeur)      | Rainette (pétrole)       | -                  |
| 50 km (bateaux de 6,5 à 8 m)  | Olifant (vapeur)       | Rainette (pétrole)       | Isabelle (vapeur)  |
| 20 km (bateaux de 8 à 10 m)   | Riquiqui (électricité) | Ellen (pétrole)          | Suzette (vapeur)   |
| 60 km (bateaux de 8 à 10 m)   | Lisette (vapeur)       | Suzette (vapeur)         | Ellen (pétrole)    |
| 24 km (bateaux de 10 à 15 m)  | Phoenix (pétrole)      | Suzanne (vapeur)         | Favorite (vapeur)  |
| 72 km (bateaux de 10 à 15 m)  | Phoenix (pétrole)      | Suzanne (vapeur)         | Favorite (vapeur)  |